# Bicicleta reclinada

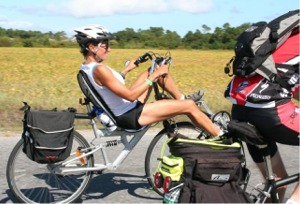
Exemplo de bicicleta reclinada

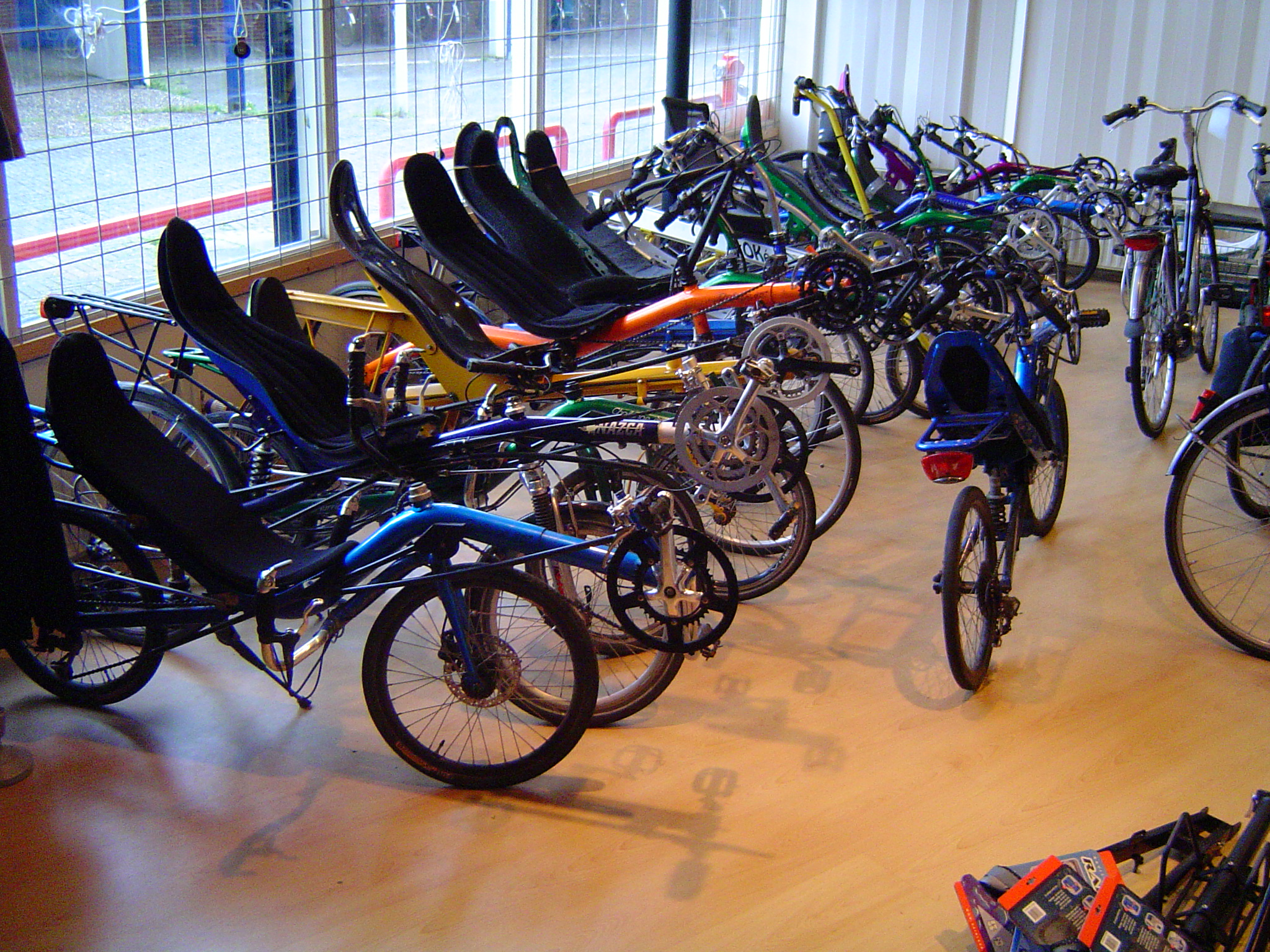
Loja de bicicleta reclinada en Nijmegen, Países Baixos

Bicicleta reclinada é uma forma variante de bicicleta, na qual o ciclista não vai montado sobre a mesma, como nas bicicletas tradicionais, mas sentado (ou eventualmente deitado), com o conjunto de pedivelas (pedais) localizado à sua frente.
Dado esse detalhe, a possibilidade de geometrias diversas é grande, sendo que normalmente podem ser classificadas em bicicletas reclinadas de base curta (onde a pedivela está localizada à frente da roda dianteira), base longa (com a pedivela localizada entre a roda dianteira e a roda traseira), base longa encurtada (variação da geometria anterior, com a pedivela localizada quase acima da roda dianteira, via de regra de tamanho pequeno), e base média, variação ligeiramente mais longa da geometria de base curta, porém mantendo a pedivela à frente da roda dianteira).
A maioria dos modelos reclinados também tem uma vantagem aerodinâmica; a posição reclinada e com as pernas para a frente do corpo do piloto apresenta um perfil frontal menor. Um modelo reclinado detém o recorde mundial de velocidade para uma bicicleta, e eles foram proibidos de correr sob a Union Cycliste Internationale (UCI) em 1934, e agora correm sob a bandeira da World Human Powered Vehicle Association (WHPVA) e International Human Powered Vehicle Association (IHPVA).